# قلعة سنجار
قلعة سنجار هي قلعة تقع بالقرب من مدينة الموصل في العراق. دخلها نجم الدين بن أيوب، ليحتمي بها بعد مهاجمة ومطاردة الدولة الخوارزمية له.[بحاجة لمصدر]